# Victoires du jazz
Pour les articles homonymes, voir Victoire.
Les Victoires du jazz sont des récompenses musicales françaises décernées chaque année à des artistes du monde du jazz.

## À propos
Créées en 1985, les Victoires de la musique concernent initialement à la fois la musique classique, la musique de variétés, le jazz et même le spectacle d'humour. À partir de 1994, le jazz et la musique classique font l'objet d'une cérémonie commune, dissociée des musiques rock et variétés, sous l'appellation des Victoires de la musique classique et du jazz. Puis en 2002 les deux genres sont également dissociés, dans deux cérémonies distinctes, donnant lieu aux Victoires de la musique classique et aux Victoires du Jazz.
Les Victoires du Jazz sont attribuées à l'issue d'un vote mené au sein de l'Académie des votants des Victoires du Jazz, qui compte en 2022 200 personnes (des artistes et autres acteurs de la musique et du jazz).
Depuis 2015, les Victoires du Jazz est présidé par Sebastian Danchin.
Le prix est reconnu internationalement,.
Le palmarès ci-dessous reprend l'ensemble des récompenses relatives au jazz décernées lors des Victoires de la musique (toutes cérémonies confondues) depuis 1986.

## Liste des prix annuellement décernés
Victoires toujours décernées actuellement
Six victoires sont actuellement décernées annuellement :
- Artiste de l’année,
- Artiste qui monte,
- Voix de l’année,
- Groupe de l’année
- Album sensation,
- Album inclassable,

ainsi qu’une ou deux victoires spéciales du comité artistique (suivant les années), et un ensemble variable de plusieurs victoires destinées à récompenser le milieu professionnel du jazz.

## Palmarès artistique de l’année échue

### Artiste ou formation instrumentale française de l'année
Musicien de jazz de l'année
- 1986 : Didier Lockwood
- 1987 : Stéphane Grappelli
- 1988 : Michel Petrucciani
- 1990 : Michel Petrucciani

Artiste ou formation instrumentale française de l'année
- 2002 : Emmanuel Bex Trio BFG (avec Glenn Ferris et Simon Goubert)
- 2003 : Sylvain Luc Trio Sud
- 2004 : Lionel Belmondo et Stéphane Belmondo
- 2005 : Stéphane Belmondo
- 2006 : Daniel Mille
- 2007 : Hadouk Trio
- 2008 : Andy Emler MégaOctet
- 2009 : Marc Ducret
- 2010 : Médéric Collignon Jus de Bocse
- 2011 : Jean-Philippe Viret Trio
- 2012 : Bojan Z
- 2013 : Ibrahim Maalouf
- 2014 : Émile Parisien
- 2015 : Vincent Peirani
- 2016 : Anne Paceo
- 2017 : Thomas de Pourquery
- 2018 : Laurent de Wilde
- 2019 : Anne Paceo[5]
- 2020 : Paul Lay et Laurent Coulondre[6]
- 2021 : Pierrick Pédron
- 2022 : Sophie Alour
- 2023 : Géraldine Laurent
- 2024 : Pierre de Bethmann

### Groupe de l'année
- 2017 : Electro Deluxe
- 2018 : The Amazing Keystone Big Band
- 2019 : Le Sacre du Tympan dirigé par Fred Pallem[5]
- 2020 : Trio Viret, Dal Sasso Big Band, et Magma[6]
- 2021 : Belmondo Quintet[7]

### Révélation jazz française de l’année (prixFrank Ténot)
La catégorie a changé pour la troisième fois de nom en 2017.
Révélation jazz de l'année
- 1996 : Jean-Yves D'Angelo
- 1998 : Laurent de Wilde
- 1999 : Julien Lourau Groove Gang
- 2000 : Sylvain Beuf
- 2001 : St Germain

Révélation instrumentale française jazz de l'année
- 2003 : Baptiste Trotignon
- 2004 : Franck Avitabile New Trio
- 2005 : Pierre Bertrand et Nicolas Folmer pour le Paris Jazz Big Band
- 2006 : Le Sacre du tympan
- 2007 : Médéric Collignon Jus de Bocse
- 2008 : Géraldine Laurent et Yaron Herman, lauréats ex aequo
- 2009 : Emile Parisien Quartet
- 2010 : Ibrahim Maalouf
- 2011 : Anne Paceo
- 2012 : Sandra Nkaké
- 2013 : Thomas Enhco
- 2014 : Vincent Peirani
- 2015 : Airelle Besson
- 2016 : Laurent Coulondre

Artiste qui monte
- 2017 : Théo Ceccaldi
- 2018 : David Enhco
- 2019 : Fidel Fourneyron[5]
- 2020 : Macha Gharibian, Christophe Panzani[6]
- 2021 : Sélène Saint-Aimé
- 2022 : Arnaud Dolmen
- 2023 : Jeanne Michard
- 2024 : Monsieur Mâlâ

### Artiste ou formation vocal(e) français(e) ou de production française de l'année
- 2002 : Anne Ducros
- 2003 : Anne Ducros
- 2006 : Élisabeth Kontomanou
- 2008 : André Minvielle
- 2009 : Bernard Lubat
- 2010 : Élise Caron
- 2011 : David Linx et Maria João

Voix de l'année
- 2017 : Hugh Coltman
- 2018 : Cécile McLorin Salvant
- 2019 : David Linx[5]
- 2020 : Leïla Martial[6]
- 2021 : Isabel Sörling
- 2022 : Marion Rampal
- 2023 : Camille Bertault et Hugh Coltman
- 2024 : Sandra Nkaké

### Album jazz instrumental de l'année
- 1985 : Didier Lockwood, Out of the Blue
- 1992 : Michel Petrucciani, Playground
- 1993 : André Ceccarelli, Thierry Eliez et Jean Marc Jafet trio Hat Snatcher
- 1994 : Michel Petrucciani, Promenade with Duke
- 1995 : Marcel Azzola, L'Accordéoniste et Eddy Louiss & Michel Petrucciani, Conférence de presse
- 1997 : Richard Galliano, New York Tango
- 2003 : Jacky Terrasson, Smile (Blue Note / EMI)
- 2004 : Lionel Belmondo et Stéphane Belmondo, Hymne au soleil (B-Flat recordings/Discograph)
- 2005 : Stéphane Belmondo, Wonderland (B-Flat recordings/Discograph)
- 2006 : Lionel Belmondo, Stéphane Belmondo et Yusef Lateef, Influence (B-Flat recordings/Discograph)
- 2007 : Michel Portal Birdwatcher et Bojan Z, Xenophonia (Ex Aequo)
- 2008 : Pierre de Bethmann, Oui (Nocturne)
- 2009 : Orchestre national de jazz Daniel Yvinec, Around Robert Wyatt (Bee jazz/Abeille Musique)
- 2010 : Andy Emler Megaoctet, Crouch, touch, engage (Naïve)
- 2011 : Éric Legnini & The Afro Jazz Beat, The Vox (Discograph)
- 2013 : Médéric Collignon et le Jus de Bocse, À la recherche du roi frippé, (Just Looking Production)
- 2014 : Thomas de Pourquery & Supersonic, Thomas de Pourquery & Supersonic Play Sun Ra, (Quark/L'autre distribution)
- 2015 : Stéphane Kerecki, Nouvelle vague
- 2016 : Sylvain Rifflet, Mechanics
- 2020 : Géraldine Laurent, Cooking[6]
- 2021 : Michel Portal, MP85, produit, réalisé et arrangé par Bojan Z (Label Bleu)
- 2022 : Ghost Song, Cécile McLorin Salvant (Nonesuch)
- 2023 :  Pédron Rubalcaba - Pierrick Pédron et Gonzalo Rubalcaba (Gazebo)
- 2024 : Let Them Cook, Émile Parisien Quartet (Act)

Album Sensation de l'année
- 2017 : Émile Parisien, Sfumato
- 2018 : Roberto Negro, Badada
- 2019 : Vincent Peirani, Living Being II (Night Walker)[5]

Album inclassable de l'année
- 2017 : Pierre Bertrand & Caja Negra, Joy
- 2018 : Raphaël Imbert, Music is My Hope
- 2019 : Naïssam Jalal (نيسم جلال), Quest Of The Invisible (2CD)[5]

Album de musiques du monde
- 2020 : Rocío Márquez, Visto en el Jueves[6]
- 2021 : San Salvador, La grande folie
- 2022 : Piers Farcini, Shapes of the fall
- 2023 : Abdullah Miniawy, Le cri du Caire, Le cri du Caire[8]
- 2024 : Ann O'aro, Bleu

### Victoires décernées anciennement (catégories abandonnées, modifiées ou spéciales)
Album blues de l'année
- 2003 : Jean-Jacques Milteau

Révélation internationale de l'annéePrix Midem
- 2003 : Esbjörn Svensson
- 2004 : Norah Jones (Blue Note/EMI)
- 2006 : Tineke Postma

Prix du public
- 2003 : Captain Mercier
- 2004 : Lionel et Stéphane Belmondo Hymne au soleil (B-Flat recordings/Discograph)
- 2005 : Erik Truffaz, Saloua
- 2009 : Patrick Artero, Vaudoo (Plus Loin/Harmonia Mundi)

Artiste ou formation international(e) de l'année
- 2004 : Richard Bona (Universal France/Universal)
- 2005 : Madeleine Peyroux

Album international de production française de l'année
- 2010 : Chamber Music : Ballaké Sissoko & Vincent Segal, (No Format/Universal)
- 2011 : A Fable (en), Tigran Hamasyan, Verve Records

## Victoires d'honneur
- 2010 : Marcus Miller et George Benson
- 2011 : André Ceccarelli
- 2012 : Maceo Parker et Jean-Philippe Allard
- 2017 : Guy Le Querrec (Magnum Photos)
- 2018 : Rhoda Scott
- 2019 : Henri Texier[5] et Gregory Porter[5]
- 2020 : Orchestre national de jazz, direction Frédéric Maurin[6]
- 2021 : Alain Jean-Marie[9]
- 2022 : Christian Escoudé
- 2023 : François Jeanneau[10]

## Victoires de la profession (consacrant les métiers liées au jazz)
2017 :
- Programmateur : Denis Le Bas (Jazz sous les pommiers)
- Labels de l'année : Jazz & People et Bonsaï Music
- Ingénieurs du son : Gérard de Haro (Studios La Buissonne) et Vincent Mahey (Sextan)
- Producteur : Reno Di Matteo (Anteprima)
- Homme / femme de média : Alex Dutilh (France Musique)

2018 :
- Label de l'année : Studios La Buissonne
- Programmatrice : Pierrette Devineau (Côté Cour Production et Paris Jazz Festival)
- Producteur de spectacle : Marion Piras (maison d'artistes Inclinaison)
- Ingénieur du son : Philippe Teissier du Cros (Studio Boxon, Ptdc music)
- Homme / femme de média : Nathalie Piolé (France Musique)
- Prix spécial du comité : Selmer

2019 :
- Label de l'année : Yolk Records[5]
- Programmatrice : Fanny Pagès, pour le travail qu'elle réalise à l'Astrada, salle de spectacle de Marciac[5].

NB : « Trois autres Victoires "pro" décernées en 2017 et 2018 se sont éclipsées du palmarès : ingénieur du son, producteur/tourneur et homme ou femme de médias. »

## Controverses
En décembre 2017, la contrebassiste Joëlle Léandre publie une lettre ouverte sur internet pour questionner l'absence de femmes de la liste des nommés à l'édition 2017 des Victoires du Jazz. Selon Aliette de Laleu, ce fait questionne de façon plus large la place des femmes dans le jazz. L'édition 2018, regardée aussi à ce prisme, consacre Cécile McLorin Salvant (Voix de l'année) et Rhoda Scott (Victoire d'honneur).
En 2019, plusieurs artistes de jazz, dont André Ceccarelli, Laurent de Wilde, Daniel Humair, Raphael Imbert, Naïssam Jalal, André Minvielle, Marie-Claude Nouy, Anne Paceo, Sylvain Rifflet, Benjamin Tanguy, signent une pétition adressée notamment au Conseil d'Administration des Victoires du Jazz, à France Télévisions, au Ministère de la Culture, à la SACEM, pour regretter le choix de programmation musicale durant la cérémonie, privilégiant des artistes de variété, aux artistes et orchestres de jazz, au nom de l'audimat.